# بسییا د بالدرادوئی
بسییا د بالدرادوئی (به اسپانیایی: Becilla de Valderaduey) یک شهرستان در اسپانیا است که در استان وایادولید واقع شده‌است.